# Сіріус (шоу-балет)
Сіріус (Sirius) — шоу-балет зі Львова. Створений 17 листопада 2000 року. У виступах поєднує елементи акробатики, брейк-дансу, фольку, історичного танцю, джаз-модерну, хіп-хопу, крампу та R&B. Художній керівник — Дереґа Данило Ярославович.
Серед перших сольних програм: «Вперше і назавжди» (2002), «Тобі» (2004), «П'ята Весна» (2005) і «Мовою тіла» (2006).
Лауреат та переможець всеукраїнських та міжнародних фестивалів сучасного танцю: «Фест» (Івано-Франківськ), «Весна танцююча» (Київ), «Діджус Денс Фестиваль» (Львів, 2007), «Оксамитовий сезон» (Одеса) та інші. 2007 року колектив балету брав участь у зйомках російського фільму «Гітлер капут!».
29 червня 2009 року у Львові в районі Сихів відкрито перший на Західній Україні Центр сучасної хореографії «Сіріус». У відкритті брали участь, зокрема заступник голови Львівської ОДА Ігор Держко, популярний танцівник Влад Яма і хореограф телепроєкту «Танцюють всі!» Тетяна Островерх.
У День незалежності України 24 серпня 2009 року «Сіріус» був одним з організаторім встановлення рекорду Львова з масового танцювання польки. На площі Ринок одночасно танцювали 175 пар.